# 로티스 하웰

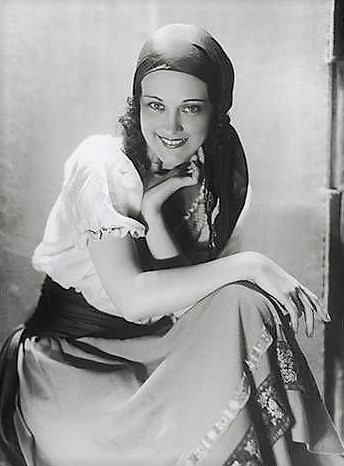

로티스 하웰(Lottice Howell, 1897년 11월 14일 ~ 1982년 10월 24일)은 미국의 배우, 영화배우이다.
볼링그린에서 태어났다.

## 영화
- 엔터테인먼트 (1974년)
- 마치 오브 타임 (1930년) - 본인 역
- 인 게이 매드리드 (1930년)
- 프리 앤 이지 (1930년)